# Тринидад и Тобаго на летних Олимпийских играх 1956
Тринидад и Тобаго принимали участие в Летних Олимпийских играх 1956 года в Мельбурне (Австралия) в шестнадцатый раз за свою историю. Шесть спортсменов (все — мужчины) принимали участие в соревнованиях по трём видам спорта, но не завоевали ни одной медали.
Самым юным участником сборной был 21-летний бегун-спринтер Майк Агостини, самым старшим — 31-летний тяжелоатлет Родни Уилкс.

## Тяжёлая атлетика
Тринидадские тяжелоатлеты, успешно выступавшие на предыдущих олимпиадах, в Мельбурне не завоевали наград:
- Родни Уилкс — поднял 330 кг (в комбинации) и занял 4 место в полулёгком весе.
- Леннокс Килгур — поднял 390 кг и занял 7 место в полутяжёлом весе

У Тринидада и Тобаго не было средств, чтобы спортсмены выезжали на чемпионаты мира в Европу, поэтому Олимпийские игры для них были возможностью проявить себя.
После Олимпийских игр 1956 года Леннокс Килгур завершил свою активную карьеру, а затем жил на Тринидаде в качестве тренера по фитнесу.

## Лёгкая атлетика
Майк Агостини (полное имя Майкл Джордж Раймонд Агостини) успешно преодолел квалификационные забеги и дошёл до финала, но не завоевал медали.
- Бег на 100 метров — 6 место
- Бег на 200 метров — 4 место

Джо Годдард (полное имя Джозеф Годдард) также участвовал в забегах на 100 и 200 метров, но не вышел в финал. 

Эдмунд Тертон участвовал в забеге на 100 метров, дошёл до четвертьфинального квалификационного забега, но не прошёл в полуфинал.

## Велоспорт
Хилтон Митчелл по прозвищу «Барракуда» родился в Клакстон-Бэй (город в регионе Кува-Табаквит-Талпаро) 12 сентября 1926 года. В 1956 году на мельбурнской олимпиаде он участвовал в нескольких соревнованиях:
- Групповая гонка (мужчины), индивидуальный зачёт: 187.73 км (11 кругов по холмистой местности), гонка с масс-старта. Не доехал до финиша.
- Спринт: после всех квалификационных этапов он попал в дополнительный этап (так называемый «утешительный заезд»), но там проиграл бразильскому велогонщику Anésio Argenton и не вышел в финал.
- Гит на 1000 метров (триал на время): в финальной гонке показал результат 1:16.5 и разделил 19 место с бельгийцем Эвраром Годфруа (Evrard Godefroid).